# Cantonul Pamiers-Ouest
Cantonul Pamiers-Ouest este un canton din arondismentul Pamiers, departamentul Ariège, regiunea Midi-Pyrénées, Franța.

## Comune
- Benagues
- Bézac
- Escosse
- Lescousse
- Madière
- Pamiers (parțial, reședință)
- Saint-Amans
- Saint-Jean-du-Falga
- Saint-Martin-d'Oydes
- Saint-Michel
- Saint-Victor-Rouzaud
- Unzent